# Mnichov (Cheb)
Mnichov é uma comuna checa localizada na região de Karlovy Vary, distrito de Cheb‎.